# Boris Hrepić
Boris Hrepić Hrepa (Split, 24. travnja 1963.) je hrvatski multimedijalni umjetnik (glazbenik, skladatelj, slikar, spisatelj, televizijski autor, blues promotor).

## Životopis i umjetničko djelovanje
Glazbom se počeo baviti u Splitu na prijelazu iz 70-tih u 80-e svirajući gitaru i skladajući u punk bandu O'Grlica ( „Hrvatski punk i novi val 1976-1987“).
Prve javne nastupe ima u studenome 1981. kao basist blues banda L.B. Blues Band. Nekoliko godina svira isključivo blues.
U ljeto 1985. zajedno s Marijanom Banom osniva grupu Daleka obala, u kojoj svira bas, usnu harmoniku i povremeno sklada sve do njezinog raspada u jesen 2001.
Sljedećih sedam godina svira gitaru, pjeva i sklada u grupi The obala.
2008. pridružuje se novoj postavi ponovo oformljenog prvog kult dalmatinskog punk-pop benda Fon Biskich i Narodno blago, kao basist i skladatelj.
Jedno je vrijeme bio i član Beatles cover banda Dear Prudence, blues banda Steve Wolfman Band, te dječje-odraslog banda Naratoria.
Krajem 2009. seli iz Splita u Zagreb.
Hrepa i pjevačica Antonija Vrgoč Ro La, njegova sadašnja supruga, osnivaju u proljeće 2010. blues band Sunnysiders, te kao pobjednici 2nd Croatian Blues Challenge-a u veljači 2011. sviraju na 27th International Blues Challengeu u Memphisu. Nakon uspješnog nastupa u četvrtfinalu, svirajući isključivo autorske skladbe, prolaze u polufinale. U bendu Hrepa pjeva, sklada te svira gitaru, ukulele i usnu harmoniku. Band izdaje tri albuma, a njihov posljednji Click Play 2018.osvaja nagradu Fender Mega Music za najbolji blues album sezone.
Krajem 2011. postaje i član najnovije postave Davorina i Bogovića, benda slavnog hrvatskog punk rockera Davorina Bogovića. U bendu je basist i skladatelj.
Uz glazbu bavi se i slikanjem ( završio je Pedagošku Likovnu Akademiju), te povremeno izlaže na skupnim i samostalnim izložbama.
Autor je i nekoliko likovnih obrada albuma i plakata.
Pokrenuo je početkom 2006. dječju emisiju Dica sritnih lica, koja se od tada neprekidno svaki tjedan prikazuje na televizijama TV Jadran i Jabuka TV. U emisiji je autor, voditelj, skladatelj, snimatelj i montažer.
Od 2011. je predsjednik Hrvatskih blues snaga, udruge za promicanje i očuvanje bluesa. 2017. je dobio nagradu Fender Mega Music za promicanje bluesa u Hrvatskoj, jer je više puta je bio voditelj hrvatskih bendova na International Blues Challenge u Memphisu. S Pop Rock školom iz Siska je tri puta vodio u Memphis i dječji blues band. Hrvatske blues snage u siječnju 2019. u Memphisu su dobile prestižnu nagradu Keeping The Blues Alive. 
Autor je i nekoliko blues dokumentaraca „Blues zapisi Memphisa“ prikazan je na DORF-u 2012 a „S bluesom prema jugu“ (2017.) na više hrvatskih blues festivala te dokuMfestu u Zenici. 
Umjetnički je direktor Thrill Blues Festivala i Biograd Street Music Festivala.
Najnoviji glazbeni projekti su supergrupa 4Towners, Hrepa i Rola, i Cacao All Star Band.
Otac je dvaju sinova, Paola (1995.) i Ante Tibona (2012.), te kćeri Ete (2014.)

## Diskografija
Daleka obala
- Demoalbum, izdavačka kuće Luxor design (1988.)
- "Daleka obala" (Suzy, 1990.)
- "Ludi mornari dolaze u grad" (Croatia Records, 1992.)
- "Mrlje" (Croatia Records, 1993.)
- "Morski pas" (Croatia Records, 1994.)
- "Od mora do mora" (kompilacija) (Croatia Records, 1998.)
- "Di si ti" (Croatia Records, 1997.)
- "1999-2000" (Dancing Bear, 1999.)
- "USPOMENE - Sve najbolje uživo" dvostruki CD (Dancing Bear, 2002. )
- "Daleka obala - The Ultimate Collection" (kompilacija) (Croatia Records 2008. – 2CD)

The Obala
- Istinite priče (Dancing Bear, 2002.)
- U ime zakona (Dancing Bear, 2004.)
- Kombinacija (Dancing Bear 2007.)

Fon Biskich i Narodno Blago
- Fon Biskich i Narodno blago ( Menart 2008.)
- O kakva luna, vinilni i čokoladni single ( Menart 2012.)
- Blondina/Fantom ljubavi, vinilni i čokoladni singl ( Menart 2014.)

Steve Wolfman Band
- Na pola puta između stvarnog i sanjanoga ( Spona 2009. )

Sunnysiders
- Licence to blues ( Spona 2011.)
- Blues for you, Tribute o Buha- dvije pjesme (Spona/Croatia records 2012.)
- Chocolate Flavored Song – vinilni i čokoladni singl (Spona 2014.)
- 10 kartolina s daleke obale ( Spona 2016.)
- Click Play ( Spona 2017.)

Solo
- Back to blues, 2008.basement tapes ( Spona 2013.)

Davorin i Bogovići
- Nogomet, to je moj svijet, single ( Croatia records 2012.)
- Nizbrdo od ljubavi, single ( Croatia Records 2013.)
- Misli, single ( Croatia Records 2013.)
- Mijene ( Dallas 2014.)

4Towners - Stara škola ,singl  ( Croatia Records 2018.)
Hrepa&ROLA - Slatki vražji osmijeh, singl ( Croatia Records 2018.)
Cacao All Star Band - Od zrna do čokolade, singl ( Dallas 2018.)